# 利托夫卡湾
利托夫卡湾（俄語：Бухта Литовка），前称大乌吉密湾，是滨海边疆区游击队区的海湾，位于沃斯托克湾的顶部，深约2米到5米，利托夫卡河注入。1972年更为现名。